# De re rustica
 (février 2009).

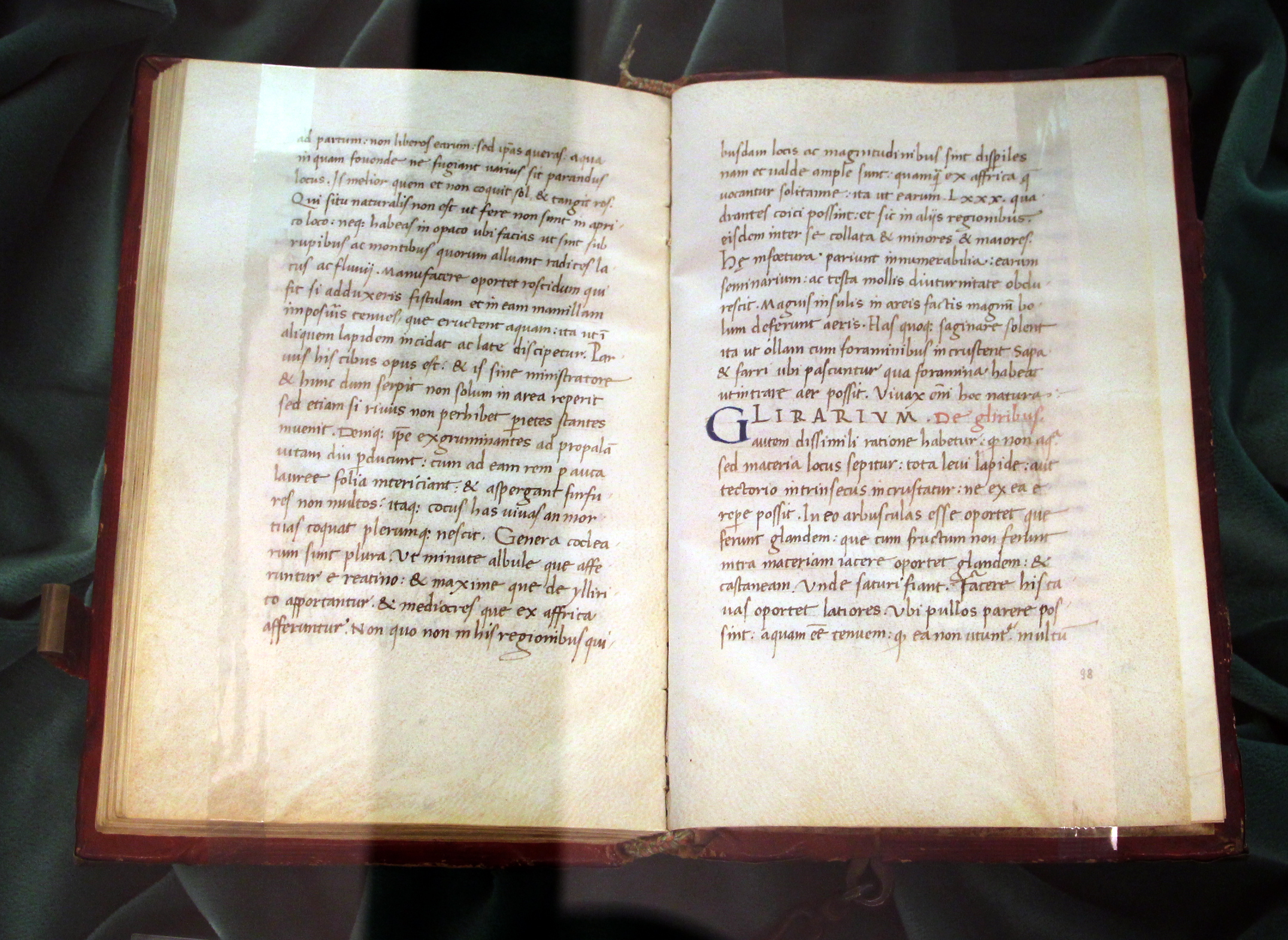
Manuscrit du De re rustica, ici un texte de Varron - Biblioteca Medicea Laurenziana

Le De re rustica est une réunion des plus célèbres textes laissés par les auteurs latins de l'Antiquité (Caton l'Ancien, Varron, Columelle, Palladius) sur les matières d'agriculture et de vie à la campagne. La première édition du recueil est de Venise en 1472. Il existe diverses éditions incunables de Bologne et de Venise.

## Publications
- M. Catonis Lib. I - M. Terentii Varronis Lib. II L. Junii Moderati Columellae Lib XII. Ejusdem de arboribus liber separatus... Palladi Lib XIIII. Venetiis, in Aedibus et Andreae Soceri, mense Maio. 1514. Première édition aldine du recueil des Scriptores rei rusticae.
- M. Catonis, Marci Terentü Varronis, L. Junii Moderati Columellae, Palladii Rutilii, ... Paris, apud Galeotum a Prato (Galliot du Pré), février 1533. Édition imprimée pour Galliot du Pré par Antoine Augereau. Cette édition reprend celle de Giovanni Giocondo et Alde Manuce. Les commentaires sont de G. Merula, Ph. Beroalde, G. Sanseverino dit Pomponius Laetus, J.-B. Pio et Urceo Codrus.
- Catonis, T. Varronis, L.J.M. Columellae, Palladii... Venetiis, in aedibus Haeredum Aldi, et Andreae Soceri, décembre 1533. Réimpression de l'édition donnée par Alde en 1514, avec la même préface. Le texte comporte des corrections prises dans l'édition de junte 1521.
- M. Catonis Lib. I. - M. Terentii Varronis Lib. III. Per Petrum Victoriû, ad veterum exemplarium fidem, suae integritati restituti. Parisiis ex officina Roberti Stephani, 1543 et : Palladii Rutilii Tauri Aemiliani, viri illustris, de re rustica libri XIIII, ex officina Roberti Stephani, 1543. Première édition donnée par Robert Estienne.
- Scriptores rei rusticae veteres latini Cato, Varro, Columella, Palladius, quibus nunc accedit de mulo-medicina et Gargilii Martialis fragmentum... Curante Io. Matthia Gesnero. Leipzig, Caspar Fritsch, 1735. Travail dû à l'érudit allemand Johann Matthias Gesner (1691–1778). Alors qu'il enseignait les belles-lettres à l'université de Göttingen, il consacra tous ses loisirs aux anciens auteurs agronomiques, travaillant sur cette édition pendant 9 ans.
- (fr + la) Les Agronomes Latins, Caton, Varron, Columelle, Palladius, avec la traduction en français, publiés sous la direction de M. Nisard. Paris, Dubochet, 1844. Chaque traité est précédé d'une notice sur l'auteur. Les textes latins sont imprimés en bas de page, sous la version française. Caton est ici traduit par Antoine, professeur à la ferme modèle de Roville (Lire en ligne l'édition de 1877: ), Varron est traduit par M. Wolf (Lire en ligne: ), Columelle et Palladius par Charles-François Saboureux de la Bonneterie.